# Список аварий и катастроф Су-27
Ниже приведён выборочный список аварий и катастроф истребителей Су-27.

## Инцидент в Баренцевом море
13 сентября 1987 год 13:54 МСК. Самолёт-разведчик норвежских ВВС P-3В «Орион» производил разведывательный полёт в нейтральных водах Баренцева моря, осуществляя постановку гидроакустических буёв, в районе, где выполняли отработку боевой задачи советские подводные лодки. С аэродрома Килп-Явр (941 ИАП), был поднят дежурный экипаж Су-27 (лётчик старший лейтенант В. Цымбал). Выполняя задачу визуального опознавания самолёта-разведчика, истребитель сблизился на минимально безопасный интервал. Экипаж «Ориона» провокационно предпринял опасное маневрирование в сторону Су-27, в результате чего задел пропеллером четвёртого двигателя радиопрозрачную законцовку киля, что вызвало его разрушение. Оба самолёта благополучно вернулись на аэродромы базирования.

## Катастрофа в Сальгареда
9 сентября 1990 года в Италии, близ города Сальгареда (провинция Тревизо) в ходе международного авиационного праздника «Акробатические крылья» во время демонстрационного полёта разбился Су-27 с бортовым номером 14, пилотируемый лётчиком-испытателем Римантасом Станкявичюсом. Жертвами катастрофы стали пилот и один человек наземного персонала.

## Катастрофа в Миргороде
24 апреля 1992 года в 13 часов 13 минут по местному времени Су-27УБ ВВС Украины разбился на аэродроме Миргород. Первый пилот подполковник Виктор Камельков погиб, второй пилот подполковник Сергей Останин успешно катапультировался. Причиной катастрофы была названа ошибка лётчика при выполнении пилотажа на предельных углах атаки.

## Исчезновение Су-27 над Охотским морем
24 июля 1992 года 2 пары Су-27 выполняли учебный полёт по маршруту Комсомольск-на-Амуре → Магадан → Комсомольск-на-Амуре. После разворота над Магаданом полёт пролегал над Охотским морем. В целях контроля готовности ПВО на всех машинах были отключены ответчики «Свой-чужой». Около 11-и часов у ведущего самолёта (позывной 36355), пилотируемого Владимиром Молокановым, начали появляться проблемы со связью. Идущий на расстоянии около 100 километров ведомый, как и вторая пара самолётов, не предприняли попыток сблизиться с испытывающей проблемы машиной. Позднее с неисправного самолёта начали поступать сообщения о потере оборотов одного из двигателей, поступил запрос о смене эшелона с 13100 метров до 10000. В 12:06:58 прозвучало в эфир последнее сообщение: «Факел сзади!» и связь с терпящим бедствие Су-27 пропала.
Предпринятые в течение нескольких дней поиски результата не принесли. Причины исчезновения самолёта так и остались невыясненными.
Усугубило неясность ещё то, что ведомый при снижении у Молоканова скорости и высоты фактически бросил ведущего, произведя самовольный выход из боевого порядка пары, о чём есть речевая запись: «Идём одиночно». От лётной работы ведомого отстранили. Поиски Молоканова продолжались целый месяц. Нашли в тайге даже самолёты, пропавшие в 1930-х годах. К преступным действиям ведомого добавились также ошибки в работе подразделений РТВ и пунктов управления авиации на разных уровнях.

## Катастрофа в Абхазии
19 марта 1993 года в 4:30 утра с аэродрома Бомборы в сторону Сухуми вылетел Су-27, пилотируемый майором Вацлавом Шипко. В задачу было поставлено обнаружение двух маловысотных целей, предположительно Су-25 ВВС Грузии, с дальнейшим их сопровождением. Однако из-за погодных условий в гористой местности обнаружить цели не удалось. Пилот доложил об этом на командный пункт и приступил к выполнению разворота с одновременным набором высоты с 800 до 2000 метров уйдя в облака. Спустя некоторое время от лётчика последовало сообщение о потере самолётом управляемости по тангажу и через несколько секунд самолёт столкнулся с со склоном горы на юго-западной окраине села Шрома в 8 километрах севернее Сухуми. Пилот погиб. Точные причины происшедшего выяснить так и не удалось. Возможно это была техническая неисправность, также высказывались мнения, что Су-27 был сбит переносным зенитным ракетным комплексом.

## Катастрофа во Вьетнаме
12 декабря 1995 года близ города Камрань (Вьетнам) при заходе на посадку в сложных метеоусловиях потерпели катастрофу два истребителя Су-27 и один Су-27УБ (бортовые номера 07, 09, 19). Погибли четыре лётчика из состава пилотажной группы «Русские Витязи» — Николай Кордюков, Николай Гречанов, Александр Сыровой и Борис Григорьев. Причиной катастрофы была названа плохая организация полётов.

## Катастрофа в Белоруссии
23 мая 1996 год в 22:52 по местному времени у истребителя Су-27П ВВС Белоруссии с бортовым номером 29, пилотируемого подполковником Владимиром Николаевичем Карватом на высоте 600 метров при скорости 440 км/ч последовательно отказал ряд жизненно важных систем[каких?]. Лётчик связался с землёй и получил команду катапультироваться, однако в это время самолёт находился над населёнными пунктами Арабовщина и Большое Гатище, и Владимир до последнего пытался отвести падающую машину в сторону. В 22:54 самолёт упал в километре от населённого пункта; прибывшие пожарные смогли не допустить возгорания кабины, однако лётчик погиб при падении самолёта. Причиной катастрофы стал пожар в отсеке левого бокового обтекателя хвостовой части фюзеляжа, ранее считавшегося пожаробезопасным. 21 ноября 1996 года В. Н. Карвату было посмертно присвоено звание «Герой Беларуси».

## Инцидент в Братиславе
21 июня 1997 года на авиашоу SIAD’97 в Братиславе (Словакия) Су-27 (бортовой номер 15) из состава пилотажной группы «Русские Витязи» произвёл посадку с невыпущенным шасси. Пилот Сергей Климов не пострадал. Причиной происшествия послужила забывчивость лётчика. Этот случай вспомнят и повторят пилоты при посадке аварийного Су-27УБ в Дорохово.

## Катастрофа Ан-124 в Иркутске
6 декабря 1997 года военно-транспортный самолёт Ан-124, перевозивший во Вьетнам два Су-27УБК, потерпел катастрофу во время взлёта с аэродрома Иркутского авиазавода.

## Авария во Вьетнаме
В 1998 году в лётном происшествии был потерян Су-27СК ВВС Вьетнама, обстоятельства неизвестны.

## Авария в Ле-Бурже
12 июня 1999 года в день открытия 43-го авиационно-космического салона в Ле-Бурже истребитель Су-30МК (Су-27ПУ) на выходе из вертикальной фигуры пилотажа задел хвостовой частью землю. Несмотря на возгорание двигателей, самолёт набрал высоту порядка 60 м, после чего лётчик-испытатель Вячеслав Аверьянов и штурман Владимир Шендрик катапультировались. На земле никто не пострадал.

## Авария в Тамбовской области
17 мая 2001 года возле села Старая Васильевка (Тамбовская область) из-за отказа энергосистемы и возгорания правого двигателя разбился Су-27 (бортовой номер 64) 968-го инструкторско-исследовательского смешанного авиаполка. Пилотировавший самолёт полковник Александр Петров благополучно катапультировался.

## Авария под Владивостоком
26 марта 2002 года в 40 км севернее Владивостока возле посёлка Соловей Ключ Приморского края из-за отказа системы управления упал Су-27 22-го гвардейского истребительного авиаполка. Лётчик капитан Александр Цветков катапультировался с высоты 500 метров. На земле никто не пострадал.

## Скниловская трагедия
27 июля 2002 года во время показательных выступлений на авиационном празднике, посвящённом шестидесятилетию 14-го авиакорпуса на аэродроме Скнилов (Львов) Су-27УБ ВВС Украины упал на толпу зрителей. Оба пилота, Владимир Топонарь и Юрий Егоров, катапультировались. По официальным данным погибло 77 человек (иногда называется другое число — 86 погибших), пострадал 241. Государственной комиссией по расследованию установлено, что причиной трагедии стали ошибка экипажа самолёта в технике пилотирования при выполнении незапланированного элемента высшего пилотажа (нисходящий манёвр при большом весе топлива на борту), а также неудовлетворительная работа руководителей полётов, допустивших маневрирование вне отведённой зоны.

## Авария в Литве
15 сентября 2005 года группа самолётов Шестой армии ВВС и ПВО завершала перелёт с аэродрома Сиверский на один из аэродромов Калининградской области. Во время полёта пилот Су-27, майор Валерий Троянов, доложил о потере ориентировки. Исчерпав запас горючего, в 16:04 лётчик катапультировался. Истребитель упал на территории Шакяйского района Литвы, в 55 километрах от Каунаса; падение не привело к жертвам или разрушениям.
Причиной инцидента предположительно стал отказ навигационного оборудования, однако главком ВС Литвы генерал-майор Валдас Туткус заявил, что выводы литовской комиссии будут частично засекречены, поскольку «содержат около двадцати недостатков системы ПВО Литвы».
Падение Су-27 на территории Литвы вызвало бурный политический скандал. Поначалу литовская сторона отказалась выдать России пилота и бортовые самописцы самолёта. Также сообщалось, что в руки литовских специалистов попала бортовая система опознавания «свой — чужой» (коды, хранящиеся в этой системе, являются государственной тайной), однако министр обороны России Сергей Иванов опроверг эту информацию, заявив, что «Разговоры о том, что эта система могла попасть в руки других — это спекуляции и колебания воздуха», поскольку система уничтожения аппаратуры опознавания троекратно дублирована и срабатывает в момент катапультирования пилота или столкновения самолёта с землёй.

## Пожар в Чкаловске
20 июня 2006 года на аэродроме Чкаловск во время слива топлива из Су-27П (бортовой номер 04, 689-й гвардейский истребительный авиационный полк) в топливозаправщик произошёл разрыв раздаточного рукава с последующим разливом керосина. Образовавшаяся топливно-воздушная смесь воспламенилась и загорелся сначала топливозаправщик, а потом и сам самолёт. Служащим аэродрома удалось отогнать горящий топливозаправщик в поле вдаль от стоящих самолётов, которые так же были отведены в сторону. Пожар был ликвидирован через полтора часа, Су-27 получил значительные повреждения.

## Происшествие в Дорохово
20 марта 2008 года в ходе полёта в районе аэродроме Дорохово в Тверской области у истребителя Су-27УБ (бортовой номер 20) на высоте более 11 тысяч метров отказало бортовое электропитание по постоянному току, вышла из строя связь и навигационное оборудование. Благодаря тому, что электропитание по переменному току функционировало нормально, двигатели продолжали работать, и лётчики приняли решение попытаться посадить истребитель. При заходе на посадку не выпустилось шасси, однако самолёт удалось посадить «на брюхо» с минимальными повреждениям. За спасение самолёта лётчики истребительного авиационного полка подполковники Роман Костенюк и Александр Сидоров были представлены к орденам Мужества. Данному происшествию была посвящена передача из цикла «Русский характер», вышедшая в эфир телеканала «Звезда» 28 ноября 2008 года.

## Катастрофа под Уссурийском
29 июля 2008 года рядом с аэродромом «Воздвиженка» в 12 км севернее Уссурийска вскоре после взлёта из-за отказа системы управления упал самолёт Су-27УБ, выполнявший пробный облёт после регламентного ремонта на авиазаводе. Один из пилотов, майор Сергей Левченко, погиб, жертв и разрушений на земле нет.

## Катастрофа в Жуковском
16 августа 2009 года в подмосковном городе Жуковский в ходе репетиций перед МАКС-2009 в небе столкнулись истребители Су-27 и Су-27УБ пилотажной группы «Русские Витязи». При столкновении погиб командир «Русских Витязей» Игорь Ткаченко, находившийся за штурвалом Су-27УБ; второй пилот Су-27УБ, а также пилот второго самолёта получили ранения, но смогли катапультироваться. Оба самолёта упали на землю; в результате падения Су-27УБ на близлежащий дачный посёлок и вызванного им пожара пять человек получило повреждения различной степени тяжести; одна женщина скончалась в больнице от ожогов.

## Катастрофа на авиашоу возлеРадома(Польша)
30 августа 2009 года Су-27УБ (бортовой номер 63) белорусских ВВС рухнул на землю в ходе выполнения заключительных фигур высшего пилотажа своей программы на авиашоу. После падения самолёт взорвался, однако это произошло далеко от зрительских трибун, поэтому на земле никто не пострадал. Пилоты высшей категории профессиональной подготовки, лётчики-снайперы полковники Александр Марфицкий и Александр Журавлевич, стремясь предотвратить падение самолёта на зрителей авиашоу и населённый пункт, отказались от катапультирования и погибли.

## Катастрофа вХабаровском крае
14 января 2010 года в 9:27 по московскому времени, через две с половиной минуты после взлёта с аэродрома Дзёмги Су-27СМ 6987-й авиабазы пропал с экранов радаров. Более чем через сутки обломки истребителя были обнаружены в районе посёлка Галичный в 20 км к северу от Комсомольска-на-Амуре, откуда вылетел истребитель. Пилотировавший самолёт подполковник Владимир Соболев погиб. Основной версией причины катастрофы является техническая неисправность.

## Происшествие в Кубинке
10 июня 2010 года Су-27УБ (бортовой номер 25) из состава пилотажной группы «Русские Витязи» потерпел аварию при посадке на подмосковном аэродроме Кубинка. В результате отказа тормозного парашюта самолёт выкатился за пределы взлётно-посадочной полосы, пробил ограждение аэродрома, пересёк близлежащую дорогу и съехал в канаву. Истребитель повредил переднюю стойку шасси и носовую часть; лётчики не пострадали. Полёт и посадка проходили в сложных метеоусловиях.

## Авария в Приморье
20 сентября 2010 года Су-27УБ 6989-й авиабазы потерпел аварию в районе аэродрома «Воздвиженка» под Уссурийском (Приморье). Самолёт совершал первый испытательный полёт после заводского ремонта на Уссурийском авиаремонтном заводе № 322; практически сразу после взлёта лётчики почувствовали продольную раскачку самолёта и неуправляемый левый крен, истребитель начал терять высоту. По команде руководителя полётов оба лётчика катапультировались; самолёт упал в 500 метрах от взлётной полосы и полностью сгорел. Жертв и разрушений нет. По предварительным данным, причиной аварии стал отказ двигателя.

## Авария под Владивостоком
6 апреля 2011 года, в 10:22 по московскому времени, в ходе выполнения планового полёта при заходе на посадку на аэродром «Центральная Угловая» самолёт Су-27СМ, входящий в состав 22-го гвардейского истребительного авиационного полка, базирующегося под Владивостоком, потерял управляемость и с высоты 900 метров упал на нежилое строение в дачном посёлке Соловей Ключ. На земле никто не пострадал. Пилот Юрий Королев катапультировался. По предварительной информации причиной крушения стал отказ системы дистанционного управления. Ранее самолёт прошёл плановую модернизацию на КНААПО.

## Авария в Карелии
28 июня 2012 года в 9:50 по московскому времени в ходе выполнения воздушной разведки погоды у аэродрома Бесовец вблизи Петрозаводска разбился самолёт Су-27УБ. Двое лётчиков — полковник Олейник и генерал-майор Боташев — успешно катапультировались. Причиной аварии стала ошибка пилотирования, допущенная генералом Боташевым при выполнении фигуры высшего пилотажа «колокол». Против Боташева было возбуждено уголовное дело; по версии следствия, он участвовал в вылете, не пройдя подготовки и не имея соответствующего допуска к полёту на Су-27, и самолёт разбился при выполнении им незапланированных полётным заданием фигур высшего пилотажа. В апреле 2013 года Боташев был признан виновным и приговорён к 4 годам условного срока и выплате 5 млн рублей в качестве частичной компенсации ущерба.

## Катастрофа в Китае
31 марта 2013 года в 9:35 по московскому времени учебный истребитель Су-27 Военно-воздушных сил Китайской Народной Республики разбился на востоке Китая близ города Rongcheng, провинция Шаньдун , оба пилота погибли.

## Катастрофа под Талдыкорганом
23 сентября 2014 года в 20.42 по местному времени (18.42 по московскому) в Коксуском районе Алматинской области в 75-и километрах от областного центра Талдыкорган разбился Су-27УБ (бортовой номер 50 жёлтый), вооружённых сил Республики Казахстан, взлетевший с 604-й авиабазы (Талдыкорган). В результате катастрофы погибли командир авиабазы (в/ч 21751) 37-летний подполковник Ерлан Науанов и начальник штаба авиабазы (в/ч 21751) 40-летний подполковник Денис Горбунов. Общий налёт Науанова составлял 984 часа, Горбунова — 784 часа.
Депутат сената парламента РК Мухтар Алтынбаев (экс-министр обороны РК, генерал авиации) сообщил, что самолёт Су-27 упал на 6-й минуте полёта, и истребитель успел набрать заданную высоту в 4000 метров..

## Катастрофа в Подмосковье
9 июня 2016 года в 10:25 в Подмосковье разбился истребитель Су-27 (бортовой номер 15 синий) пилотажной группы «Русские Витязи», пилот, гвардии майор Сергей Ерёменко, погиб. Самолёт потерпел крушение в двух километрах от деревни Мураново Пушкинского района. Он упал в лесополосе, в стороне от жилых домов. Инцидент произошёл после открытия памятника в Ашукино, когда самолёты пилотажной группы «Русские Витязи» направились на базу.

## Катастрофа в Неваде
5 сентября 2017 года, тяжёлый истребитель Су-27 разбился во время учебного полёта в американском штате Невада, неподалёку от авиабазы Неллис. Воздушное судно принадлежало американским ВВС и входило в авиакрыло «Агрессоры», на котором пилоты ВВС США тренируются противостоять потенциальному противнику. В результате авиакатастрофы погиб полковник Эрик Шульц, служивший на военной базе Red Hat — истребитель разбился в 100 милях от неё.

## Катастрофа под Хмельником
16 октября 2018 года в Винницкой области под Хмельником потерпел крушение самолёт СУ-27УБ (бортовой номер 70 синий) украинских ВВС во время международных учений «Чистое небо», погиб один американский и украинский пилот.

## Катастрофа в Житомирской области
15 декабря 2018 года в Житомирской области во время выполнения плановых полётов разбился истребитель Су-27 (бортовой номер 55 синий) Военно-воздушных сил Украины, погиб пилот.

## Российский самолёт Су-27 упал в Чёрное море
26 марта 2020 года российский самолёт Су-27, по предварительным данным, упал в акватории Чёрного моря в ходе плановых полётов. Об этом сообщили в Минобороны. Воздушное судно подало аварийный сигнал в 50 километрах от Феодосии. 